# Karl Wilhelm Schmidt (Archivar)
Karl Wilhelm Schmidt, auch Carl Wilhelm Schmidt, (* 8. April 1802 in Braunschweig; † 22. Dezember 1883 in Wolfenbüttel) war ein deutscher Jurist und Archivar. Er war von 1833 bis 1879 am Landeshauptarchiv Wolfenbüttel tätig, ab 1857 als dessen Leiter.

## Leben
Karl Wilhelm Schmidt wurde 1802 als Sohn des Kantors der Michaeliskirche in Braunschweig geboren. Er besuchte dort das Gymnasium und studierte anschließend am Braunschweiger Collegium Carolinum und ab Mai 1821 in Göttingen Rechtswissenschaft. Er wurde 1824 zum Dr. jur. promoviert und schloss die Staatsprüfung ab. Schmidt war zunächst als Advokat in Braunschweig tätig. Nachdem eine Berufung zum Professor für Römisches Recht an die Universität Zürich nicht zustande gekommen war, bewarb er sich beim Landeshauptarchiv Wolfenbüttel, wo er im August 1833 als Sekretär und Gehilfe als Nachfolger des zum Landsyndikus gewählten Archivsekretärs Johann Wilhelm Österreich angestellt wurde. Schmidt übernahm nach dem Tod August Hettlings 1857 die Leitung des Archivs. Er wurde 1840 zum Archivrat, 1859 zum Archivar und 1863 zum Geheimen Archivrat befördert. Am 1. November 1879 trat er auf eigenen Wunsch in den Ruhestand.
Schmidts Verdienste liegen in seinen umfassenden archivischen Ordnungsarbeiten. Daneben verfasste er Abhandlungen zur braunschweigischen Geschichte und zum braunschweigischen Staatsrecht, wovon nur ein Teil im Druck erschien. Er wurde mit dem Orden Heinrichs des Löwen und dem hannoverschen Guelphen-Orden geehrt.
Schmidt war kinderlos verheiratet und starb im Dezember 1883 im Alter von 81 Jahren in Wolfenbüttel.

## Schriften (Auswahl)
- Die erneuerte Münzthätigkeit für und in Walkenried wie auch in Wolfenbüttel während des 17. Jahrhunderts. In: Zeitschrift des Historischen Vereins für Niedersachsen. Jahrgang 1853, Hahn’sche Hofbuchhandlung, Hannover 1856, S. 183–198.
- Urkundliche Erörterung der Aufnahme der Herzöge von Braunschweig-Grubenhagen in die Kaiserliche Gesammtbelehnung der Herzöge zu Braunschweig und Lüneburg. Aus archivalischen Quellen. Hahn’sche Verlagsbuchhandlung, Leipzig 1862.
- Dr. Johann Jagemann zu Hardegsen und Goettingen. Eine biographische Skizze. Wolfenbüttel 1867.